# Sakya Pandita
Qoijê Sa'gya Paṇḍita Günga Gyaicain (en tibetano: ཆོས་རྗེ་ས་སྐྱ་པཎྜི་ཏ་ཀུན་དགའ་རྒྱལ་མཚན།, wylie: chos-rje sa-skya paN+Di-ta kun-dga’ rgyal-mtshan/ (EWTS), ZWPY: Qöjê Sa'gya “Bantida” Günga Gyäcän; alt. Choeje Sakya Pandita Kunga Gyeltse), también conocido como Günga Gyaimcain Bai Sangbo (en tibetano: ཀུན་དགའ་རྒྱལ་མཚན་དཔལ་བཟང་པོ།, wylie: kun-dga’ rgyal-mtshan dpal bzang-po/, ZWPY: Günga Gyämcän Bä Sangbo; alt. Kunga Gyaltshan Pal Zangpo; 1182–1251) fue un líder espiritual Tibetano y erudito budista como así también el cuarto de los cinco venerables maestros supremos sakya del Tíbet.
Günga Gyaicain es generalmente conocido simplemente como Sa'gya Paṇḍita, un título dado en reconocimiento a su logros en erudición y conocimiento del sánscrito. En la tradición se cree que es la emanación del Bodhisattva Manjushri, la encarnación de la sabiduría de todos los Budas.
Se volvió un gran erudito en el Tíbet, Mongolia, China e India. Era hábil en las cinco grandes ciencias de la medicina, gramática. dialectos y sagrada literatura sánscrita así como también las ciencias menores de la retórica, sinonimia, poesía, danza y astrología. Es considerado en el Tíbet como el cuarto "Gran Prócer" y sexto Sakya Trizin, así como una de las más importantes figuras entre el linaje Sakya. 
Nació en Sa'gya de la familia noble de Jam-yan-gon.
Su padre fue Palchen of Öpochey. Sa'gya Paṇḍita era el sobrino, y principal discípulo de Jetsun Dakpa Gyeltsen o Drakpa Gyaltsen (1147–1216).
Tras la muerte de Genghis Khan en 1227, los tibetanos dejaron de mandar tributo. Como resultado, en 1240, el nieto de Genghis Kan y segundo hijo de Ögedei Khan. El Príncipe Godan invadió el Tíbet matando aproximadamente 500 monjes. Destruyó y saqueó monasterios, aldeas y pueblos. El príncipe Godan pidió a sus comandante que busquen a un sobresaliente lama budista y Sa'gya Paṇḍita fue considerado el más religioso, Godan entonces le envió una carta de "invitación" y regalos.

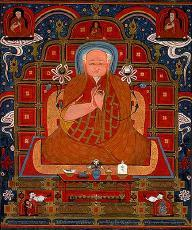
Drogön Chögyal Phagpa, uno de los cinco fundadores de la escuela Sakiapa de budismo tibetano, primer virrey del Tíbet.

En 1244, Sakia Pandita viajó hacia el campamento real del príncipe Godan con dos de sus jóvenes sobrinos, Phagpa de diez años y Chhana de seis, quienes más tarde publicaron una colección de los escritos de Sakya Pandita. En el camino, pararon en Lhasa, donde Phagpa tomó los votos de joven monje budista en el monasterio Jokhang en frente de la estatua de los Jowo ofrecida por la  princesa Wencheng, la esposa china de Songtsen Gampo. Sakya Pandita predicó sermones a lo largo de su camino y llegó al campamento del príncipe Godan en 1247 en Lanzhou la actual provincia de Gansu, donde las tropas mongoles estaban exterminando a chinos tirándolos a un río. Sakya Pandita, horrorizado, dio instrucciones religiosas, en particular que matar seres pensantes es uno de los peores actos de acuerdo al dharma de Buda. Dio instrucción religiosa al príncipe y sorprendió en gran manera a la corte con su personalidad y poderosas enseñanzas. También se dice de él que curó al príncipe Godan de una grave enfermedad y con ayuda de su sobrino, Phagpa, adaptó la escritura Uighur para que las escrituras budistas puedan ser traducidas al mongol. A cambio, se le dio "autoridad temporal sobre las 13 miriarquías" [Trikor Chuksum] de Tíbet central."
Así empezó una fuerte alianza y la capital de Sakya, gDan-sa, se volvió la capital del Tíbet. Esto duró hasta mediados del siglo XIV. Durante el reino del decimocuarto Sakya Trizin, Sonam Gyaltsen, la provincia central tibetana de U fue tomada por el miriarca, marcando el "principio del fin del período del poder Sakya en el Tíbet central."
Sakya Pandita murió en 1251, a la edad de setenta en la ciudad de Gyu-ma. Como no se casó eligió al hijo de su hermano, Chogyal Phagpa, como su heredero y lo nominó antes de su muerte como autoridad religiosa dándole su caracola y bandeja de limosnas. After his death Phakpa continued his mission. La caracola es una de las Ashtamangala y la bandeja de limosnas un particular símbolo de Buda Sakyamuni y las tradiciones Shramana. 
En el linaje tibetano de los Panchen Lamas tibetanos se considereba que había cuatro emanaciones indias y tres tibetanas de la mente iluminada de Buda Amitabha antes de Khedrup Gelek Pelzang, quién es reconocido como el primer Panchen Lama. El linaje empieza con Subhuti, uno de los discípulos originales del Buda Gautama. Sakya Pandita es considerado la segunda emanación tibetna del Buda Amitabha en esta línea.

## Trabajos
Es conocido por trabajos como Tesorería de Lógica en Cognición Válida (Tshad ma rigs pa'i gter) y Discriminación de los tres votos (sDom-gsum rab-dbye). Produjo cinco trabajos principales, siendo los otros tres La Puerta de Entrada de los Sabios (Mkhas pa rnams 'jug pa'i sgo), Clarificando la Intención del Sabio (Thub pa'i dgongs gsal), y Dichos Elegantes de Sakya Pandita (sa skya legs bshad). El último es una colección de preceptos morales en verso que fue imitado por otros y traducido al idioma mongol. Se concentró en la doctrina y la lógica "basándose en el Pramanavarttika de Dharmakirti" y estaba muy interesado en la retórica.  

### Sus cinco principales trabajos
- Treasury of Logic on Valid Cognition (Tshad ma rigs pa'i gter)
The Padmakara Translation Group (2005: p. 37) holds that the Tsod-ma rigs-gter, a celebrated work many consider Sakya Pandita's magnum opus, champions Dhamakirti's 'antirealism' by countering Chapa's (phya pa chos kyi seng ge, 1109–1169) interpretation of Dharmakirti.[15]
- Discrimination of the Three Vows (sDom-gsum rab-dbye)
Published in English as A Clear Differentiation of the Three Codes: Essential Distinctions among the Individual Liberation, Great Vehicle, and Tantric Systems by Sakya Pandita Kunga Gyaltshen, translated by Jared Douglas Rhoton. (State University of New York Press: 2001).
- The Entrance Gate for the Wise (Mkhas pa rnams 'jug pa'i sgo)
Section III published in English as The Entrance Gate for the Wise (Section III): Saskya Pandita on Indian and Tibetan Traditions of Pramana and Philosophical Debate. by David P. Jackson (Arbeitskreis fur Tibetisch und Buddhistiche Studien Universiteit Wein: 1987); Section I published in English as "The Dharma's Gatekeepers: Sakya Pandita on Buddhist Scholarship in Tibet", by Jonathan C. Gold (SUNY: 2007)
- Clarifying the Sage's Intention (Thub pa'i dgongs gsal)
A commentary on the on two verses of Maitreya’s Mahayanasutralamkara, this serves as the main Lam Rim text in the Sakya school.
- The Elegant Sayings of Sakya Pandita (sa skya legs bshad)
Published in English as Ordinary Wisdom: Sakya Pandita's Treasury of Good Advice, translated by John T. Davenport. (Wisdom Publications:2000 ISBN 0-86171-161-0).

### Otros trabajos
- sgra'i bstan bcos
- tshad ma'i bstan bcos sde bdun gyi snying po rig pa'i gter 'grel pa dang bcas pa
- bzo'i bstan bcos
- sku gzugs kyi bstan bcos
- sa brtag pa
- bstan pa rin po che'i rtsis
- yan lag brgyad pa'i bsdus don
- phyogs bcu'i sangs rgyas byang chub sems dpa' la zhu ba'i 'phrin yig dang skyes bu dam pa rnams la springs yig sogs 'phrin yig dang zhus lan mang ba
- grub mtha' rnam 'byed
- pha rol phyin pa'i gzhung lugs spyi'i tshogs chos chen mo
- bdag med ma'i bstod pa'i 'grel pa
- rdo rje theg pa'i man ngag rten 'brel lnga'i yi ge
- lam sbas bshad dang bla ma'i rnal 'byor
- sems bskyed chen mo lung sbyor
- chos nyams su blang ba'i rim pa
- theg pa chen po'i lam gyi rnam gzhag mdor bsdus
- bsngo ba'i yon bshad
- bdag nyid kyi rnam thar nga brgyad ma'i rtsa 'grel
- sdeb sbyor me tog gi chun po
- snyan ngag mkhas pa'i kha rgyan
- mngon brjod tshig gi gter
- zlos gar rab dga'i 'jug pa
- rol mo'i bstan bcos
- byis pa bde blag tu 'jug pa'i 'grel pa
- bstod pa rgyud gsum 'khor lo'i 'grel pa
- sangs rgyas la bstod pa sogs bstod pa mang po mdzad

### Traducciones[16]
- Pramānavārttika of Dharmakīrti (with Śākyaśrībhadra)
- Pramānavārttikatīkā of Śamkaranandana (with Samghaśrī)
- Samksiptapranidhāna of Candragomin
- Amarakośa of Amarasimha (partial)
- Kāvyādarśa of Dandin (partial)
- Āryaguhyamanitilaka (tantra)
- Āryavajrapātālatantrarāja
- Sarvatathāgatakāyavākcitta Guhyālamkāravyūhatantrarāja
- Ganacakravidhi
- Yuganaddhaprakāśasekaprakriyā
- Vajrakīlamūlatantra